# Lacchiarella
Lacchiarella est une commune italienne de la ville métropolitaine de Milan, dans la région de la Lombardie.

## Géographie
1. Carte dynamique
2. Carte Openstreetmap
3. Carte topographique
4. Carte avec les communes environnantes

## Administration
| Période                                  | Période | Identité | Étiquette | Qualité |
| ---------------------------------------- | ------- | -------- | --------- | ------- |
|                                          |         |          |           |         |
| Les données manquantes sont à compléter. |         |          |           |         |

### Frazione
Casirate Olona, Villamaggiore, Mettone.

### Communes limitrophes
Zibido San Giacomo, Pieve Emanuele, Basiglio, Binasco, Siziano, Casarile, Vidigulfo, Giussago, Bornasco.